# Nova Furevik
Nova Furevik, född 12 maj 2005, är en svensk fotbollsspelare som spelar för AIK.

## Karriär
Nova Furevik spelar sedan 2020 fotboll i AIK, mellan 2020 och 2022 i juniorlagen. Inför säsongen 2023 fick Furevik A-lagskontrakt och hade då redan hunnit spela fem matcher på seniornivå.